# Ralph Schirmer
Ralph Schirmer (* 13. September 1986 in Halle (Saale)) ist ein ehemaliger deutscher Basketballspieler.

## Werdegang
Schirmer spielte für den SSV Einheit Weißenfels in der 2. Regionalliga, in der Saison 2006/07 war er Leistungsträger des SSV MBC Weißenfels in der 1. Regionalliga Nord. Für die Mannschaft des Mitteldeutschen BC bestritt er 2007/08 insgesamt 20 Spiele in der 2. Bundesliga ProA.
Im Sommer 2008 verließ Schirmer den MBC und wechselte zum BV Chemnitz 99. Eine Erkrankung warf ihn zurück, es blieb letztlich bei einem kurzen Aufenthalt in Chemnitz. Im September 2008 schloss sich Schirmer wieder dem Mitteldeutschen BC an und spielte in der Saison 2008/09 für dessen zweite Herrenmannschaft in der 1. Regionalliga.
2009 bestritt Schirmer drei Spiele für den BC Weißenhorn sowie 17 für die Licher BasketBären (beide in der 2. Bundesliga ProB).
Im Sommer 2010 schloss sich Schirmer den Uni-Riesen Leipzig (2. Bundesliga ProB) an und nahm ein Studium der Rechtswissenschaft auf. Zwei Jahre spielte er für die Sachsen, 2012 wechselte er zum Ligakonkurrenten BG Bitterfeld-Sandersdorf-Wolfen 06. Er war von 2012 bis 2014 Leistungsträger der Mannschaft, obwohl ihm langwierige Hüftbeschwerden zusetzten.